# Tekla
Tekla Software ist eine Produktfamilie für die Erstellung von 3D-Gebäudemodellen und Building Information Modeling. Die Lösungen werden heute von der Firma Trimble entwickelt.

## Geschichte
Tekla wurde 1966 als eines der ersten Softwareunternehmen Finnlands gegründet. Der Sitz des Unternehmens war in Espoo.
Im Juli 2011 wurde Tekla von Trimble Navigation Ltd. übernommen. Im Januar 2016 wurde die Tekla Corporation in Trimble Solutions Corporation umbenannt.

## Produkte
- Tekla Structures ist eine BIM-Software für die Bauindustrie.
- Tekla BIMsight ist eine Software für modellbasierte Projektzusammenarbeit bei Bauprojekten.
- Tekla Field 3D ist ein 3D-Werkzeug zur Verwendung digitaler Gebäudemodelle auf mobilen Endgeräten.

## Weltweite Unternehmenspräsenz
Der Nettoumsatz des Unternehmens stammte zu über 80 % aus internationalen Geschäftsabschlüssen. Tekla Corporation hat eigene Niederlassungen in Finnland, Schweden, Dänemark, Großbritannien, Frankreich, Deutschland, den USA, Malaysia, Indonesia, Thailand, Japan, China, Indien, Singapur und den Vereinigten Arabischen Emiraten.
Die deutsche Trimble Solutions Germany GmbH in Eschborn ist eine 100%ige Tochtergesellschaft der Trimble Solutions Corporation und wurde im Jahre 1999 gegründet.